# 허리엉치신경얼기
허리엉치신경얼기(lumbosacral plexus) 또는 요천골신경총은 척수신경(spinal nerves)의 일부인 허리신경(lumbar nerves), 엉치신경(sacral nerves), 꼬리신경(coccyeal nerve)의 앞갈래(anterior division)들이 합쳐져 형성된다. 보통 첫째허리신경으로는 마지막 가슴신경인 열두째 가슴신경의 가지가 와서 연결된다. 이 신경얼기는 보통 다음 세 부분으로 나누어 설명된다.
- 허리신경얼기(lumbar plexus)
- 엉치신경얼기(sacral plexus)
- 음부신경얼기(pudendal plexus)

허리엉치신경얼기의 손상은 주로 뼈 손상과 함께 나타난다. 허리엉치신경줄기(lumbosacral trunk)와 엉치신경얼기 마비는 흔하게 나타나는 부상 패턴이다.

## 추가 이미지

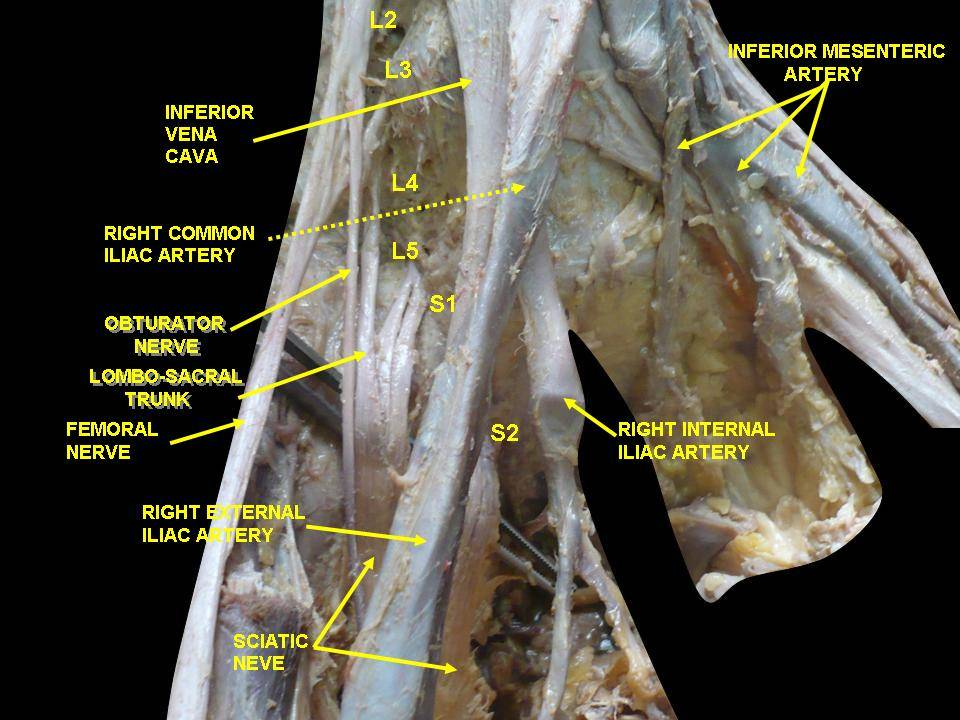
허리엉치신경얼기 깊은부분 해부.
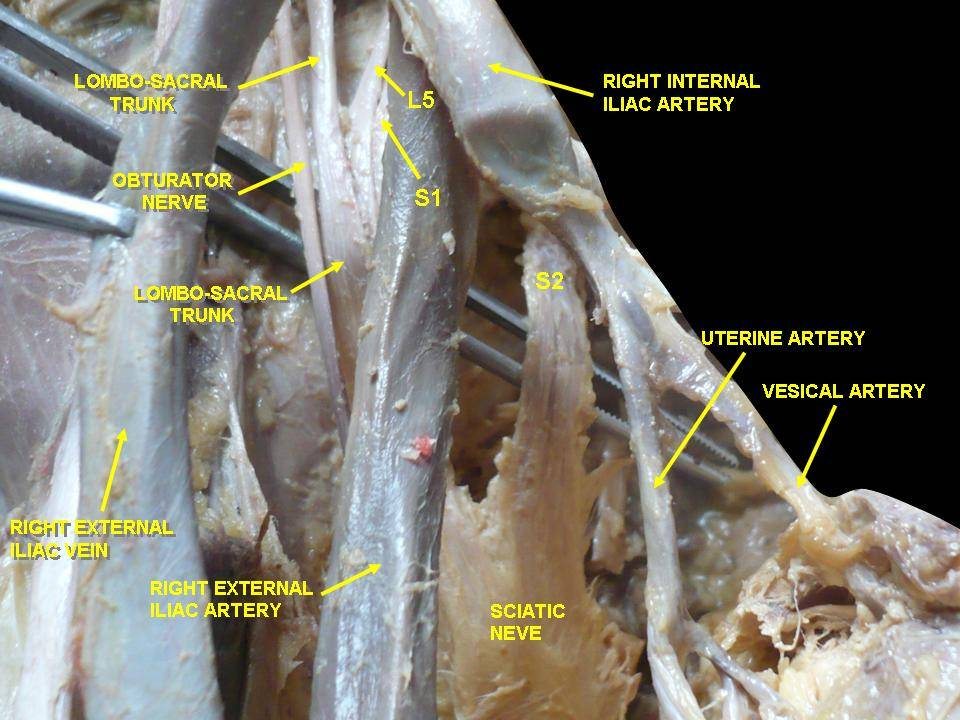
허리엉치신경얼기 깊은부분 해부.

## 참고 문헌
이 문서는 현재 퍼블릭 도메인에 속하는 그레이 해부학 제20판(1918) page 948의 내용을 기초로 작성된 글이 포함되어 있습니다.
1. ↑  Garozzo, Debora; Zollino, Gianluca; Ferraresi, Stefano (2014년 1월 11일). “In lumbosacral plexus injuries can we identify indicators that predict spontaneous recovery or the need for surgical treatment? Results from a clinical study on 72 patients”. 《Journal of Brachial Plexus and Peripheral Nerve Injury》 9 (1): 1. doi:10.1186/1749-7221-9-1. PMC 3896705. PMID 24410760.